# Blastodiplosis artemisiae
Blastodiplosis artemisiae är en tvåvingeart som först beskrevs av Jean-Jacques Kieffer 1901.  Blastodiplosis artemisiae ingår i släktet Blastodiplosis och familjen gallmyggor. Inga underarter finns listade i Catalogue of Life.